# Karl Bohnenkamp
Karl Bohnenkamp (ur. 11 stycznia 1890, zm. 27 lutego 1930) – as lotnictwa niemieckiego Luftstreitkräfte, z 15 potwierdzonymi zwycięstwami w I wojnie światowej.

## Informacje ogólne
Karl Bohnenkamp służył jako radiotelegrafista w FFA 39 w okresie pomiędzy majem 1915 a sierpniem 1916 roku. Po odbyciu szkolenia lotniczego w lutym 1917 roku został przydzielony do FA A 208. Po paru miesiącach odbył kolejne szkolenie, tym razem w pilotażu samolotów myśliwskich i 25 lipca 1917 roku został skierowany do eskadry myśliwskiej Königlich Sächsische Jagdstaffel Nr. 22, dowodzonej przez Alfreda Lenza i operującej na froncie zachodnim z lotniska polowego w Vivaise. W jednostce służył do końca wojny, wykonując ponad 300 lotów bojowych i odnosząc 15 zwycięstw. Pierwsze zwycięstwo powietrzne odniósł 21 września 1917 roku.
Jego losy powojenne nie są znane, wiadomo tylko, że zmarł 27 lutego 1930 roku i został pochowany na cmentarzu Waldfriedhof w Duisburgu.

## Odznaczenia
- pruski Złoty Krzyż Zasługi Wojskowej – 28 października 1918